# Дзидзигури, Акакий Варламович
Акакий Варламович Дзидзигури (груз. აკაკი ვარლამის ძე ძიძიგური; 13 августа 1914, Матходжи, Шорапанский уезд, Кутаисская губерния — 8 апреля 1997, Тбилиси) — советский грузинский журналист, Заслуженный работник культуры Грузинской ССР, Заслуженный журналист Грузии, почётный гражданин Тбилиси (1996).

## Биография
Родился 13 августа 1914 года в селе Матходжи, в Шорапанском уезде Кутаисской губернии.
Окончил филологический факультет Тбилисского государственного университета, а также Тбилисскую государственную консерваторию после чего работал учителем.
По его инициативе и непосредственном руководстве начал формироваться «Золотой фонд» звукозаписывающей студии Государственного телерадиокомитета Грузии. Им обнаружена граммофонная пластинка с записью Акакия Церетели, 8 песен и романсов в исполнении грузинского певца Вано Сараджишвили, он первым познакомил радиослушателей с песнями сестёр Ишхнели.
В 1959 году ему поручено руководство «Грузия-фильм». Позднее был заместителем министра культуры Грузинской ССР.
В 1962 году был назначен главным редактором журнала «Дроша» («Знамя»).
С 1969 года был назначен первым заместителем председателя Государственного комитета по кино. С 1974 по 1984 год вновь был директором заместителем председателя, главным редактором и директором «Грузия-фильм», членом Союза кинематографистов Грузинской ССР.
С 1984 по 1991 и с 1992 по 1997 год директором Национальной публичной библиотеки Грузии. Являлся депутатом парламента Грузии от Объединённой коммунистической партии Грузии.
Являлся автором ряда публицистических работ, автором первой телевизионной программы (30 декабря 1956 года).
Получил ряд государственных наград, в том числе Орден «Знак Почёта».
Скончался 8 апреля 1997 года и похоронен в пантеоне Дидубе.

## Семья
- Брат — Шота Дзидзигури (1911—1994), грузинский лингвист.
- Жена — Ирина Жгенти, профессор Тбилисского государственного института иностранных языков, заведующая кафедрой
  - Дочь — Медея Дзидзигури (1942—1999), грузинская певица.
    - Внук — Бидзина Бараташвили — искусствовед, журналист.